# Róża Wielka
Róża Wielka (niem. Rose) – wieś w Polsce, położona w województwie wielkopolskim, w powiecie pilskim, w gminie Szydłowo.
| SIMC    | Nazwa     | Rodzaj    |
| ------- | --------- | --------- |
| 1007895 | Róża Mała | część wsi |
| 0529982 | Różanka   | część wsi |

W latach 1946–54 istniała gmina Róża Wielka. W latach 1975–1998 wieś administracyjnie należała do województwa pilskiego.
Wieś Róża Wielka powstała prawdopodobnie w XVI wieku, po raz pierwszy jest wzmiankowana w 1555 r. Należała wówczas do starostwa ujsko-pilskiego. W 1565 r. Wojciech Czarnkowski wydał zezwolenie Janowi Gelinghausowi na budowę huty żelaza na gruncie pustym zwanym Róża, który wówczas należał do dóbr bialskich.
W 1621 r. król Zygmunt III Waza nadał sołectwo w Róży rodzinie Kion za służbę w wojskach koronnych. Pierwszy kościół powstał w XVI wieku, w 1593 r. przejęli go protestanci, w 1609 r. prawdopodobnie wybudowali nowy drewniany kościół i utrzymali go do 1623 r., kiedy przejęli go katolicy, wtedy też nadano mu imię Świętej Trójcy. W 1628 r. miał on status kościoła parafialnego i wraz z filiami w Leżenicy i Gostomi zarządzał nim komendariusz Piotr Walcenn kanonicznie ustanowiony w 1626 r. W 1641 r. komendariusz Adam Jerzy nie miał kanonicznej instytucji i urzędował tylko chwilowo. W zastępstwie nieobecnego duchownego rektor szkoły czytał ludowi postyllę katolicką w języku niemieckim i śpiewał z nimi nabożne pieśni. Później kościół w Róży bywał nieobsadzony i być może z tego powodu został w 1663 r. filią Wałcza. Komendariusz w Róży miał plebanię, stodołę, oborę, sad, staw rybny, włókę ziemi i pobierał dziesięcinę. W 1689 r. Róża miała 64 domy, w 1800 r. mieszkało w niej 338 katolików i 86 luteran. W 1827 r. drewniany kościół w Róży spłonął, w latach 1830–1832 wybudowano nowy kościół poświęcony w 1833 r. przez ówczesnego oficjała wałeckiego ks. Józefa Dalskiego. W 1834 r. erygowano powtórnie na parafię w Róży.
Obecny proboszcz to ks. Dariusz Leśniewski
. Po 1945 r. Róża Wielka znów należy do Polski. 

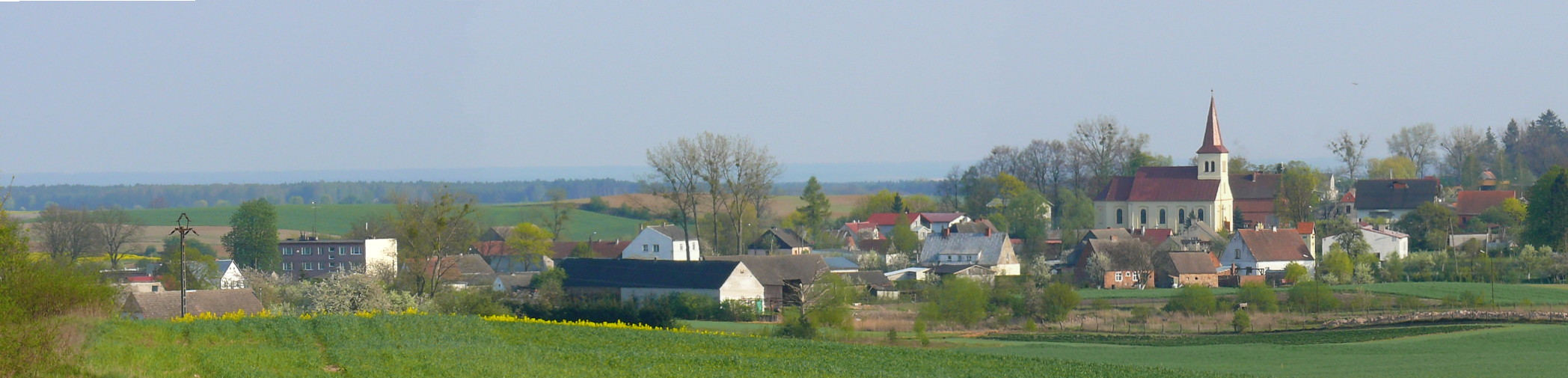
Panorama wsi z kościołem pw. Świętej Trójcy